# P-Funk
P-Funk (também soletrado P Funk ou P. Funk) é o repertório e artistas associados com George Clinton. O termo é variadamente conhecido como uma abreviação de Parliament-Funkadelic, psychedelic funk, Plainfield funk, referindo-se a Plainfield, Nova Jersey, a cidade natal da linha original da banda, ou ainda pure funk como sugere o álbum  Motor Booty Affair do Parliament lançado em 1978, o "P" significa "Pure".
Os grupos de P-Funk tiveram seu auge nos anos 1970 e continuam a atrair novos fâs graças ao legado dos samples transmitidos através do hip hop e shows ao vivo que as bandas continuam a fazer. Sua música era muito aspiracional, que é simbolizada por sua nave-mãe, a Mothership que foi sido adquirida pela Smithsonian Institution. Álbuns notáveis de P-Funk incluem   Maggot Brain do Funkadelic e Mothership Connection do Parliament. Os diferentes estilos desses álbuns mostram a ampla variedade da música P-Funk. "Maggot Brain era um disco explosivo" influenciado pelo rock psicodélico de Jimi Hendrix enquanto Mothership Connection era um  "álbum de ficção científica funk." Enquanto esta diferenciação rock/funk era o que separava o Funkadelic do Parliament, as bandas consistiam em sua maioria dos mesmos membros e se apresentavam ao vivo em turnê. Assim, os dois grupos são frequentemente descritos sob o nome Parliament-Funkadelic.
As gravações de P-Funk tem sido extensivamente sampleadas no hip-hop especialmente por Dr. Dre, Ice Cube e outros artistas do hip hop da Costa Oeste, a partir do final dos anos 1980 e sendo particularmente associado com artistas do G-funk.

## Etimologia
A etimologia do termo "P-Funk" está sujeita a múltiplas interpretações. Foi identificado tipicamente como uma abreviatura de "Parliament-Funkadelic". Outra definição sugerida é "Plainfield Funk", referindo-se a Plainfield, Nova Jersey, a cidade natal da linha original da banda. As notas sobre as versões de CD do álbum  Motor Booty Affair do Parliament lançado em 1978, sugerem que o "P" significa "Pure". Também foi sugerido que é uma abreviatura de "Psychedelic Funk". A popularidade do Parliament-Funkadelic levou ao uso generalizado do termo "P-Funk" para descrever o que agora é considerado um gênero por si só.

## Características musicais
Os elementos musicais que caracterizam o estilo P-Funk incluem:
- sintetizadores com melodia "espaciais"
- estilo de piano do blues/jazz piano de Bernie Worrell e outros
- proeminentes linhas de baixo no estilo de Bootsy Collins
- uma levada jazz e "despreocupada" da sessão de sopro no estilo dos The Horny Horns
- vocais grosseiros nos refrões das músicas alternando com vocais cantados ou falados nos versos
- uma mistura de funk e rock nas guitarras, sendo este último mais proeminente nas gravações do Funkadelic
- bateria constante e relativamente discreta com pouco ou nenhum solo de bateria ou drum breaks
- letras dedicadas à exposição da mitologia P-Funk, sexo e humor relacionado às drogas, e a sátira sociopolítico muitas vezes no contexto de um álbum conceptual
- uso sofisticado da tecnologia gravação multicanal e efeitos de estúdio
- um som de "banda ao vivo" com pouco da precisão mecanicista da disco e da dance music pós-disco[6]

## Artistas P-Funk
- Bernie Worrell
- Bootsy Collins/Bootsy's Rubber Band
- Eddie Hazel
- Fred Wesley
- Funkadelic
- Garry Shider
- George Clinton
- Maceo Parker
- Michael "Clip" Payne
- Michael Hampton
- Parlet
- Parliament/P-Funk All-Stars
- The Brides of Funkenstein
- Walter Morrison
- Zapp/Larry Troutman/Lester Troutman/Roger Troutman/Terry "Zapp" Troutman